# Jaak Kärner
Jaak Kärner (ur. 22 marca 1892 w Õisu w gminie Halliste, zm. 22 lipca 1937 w Tartu) – estoński strzelec, mistrz świata. 

## Życiorys
W latach 1932–1936 był członkiem estońskiej reprezentacji w strzelectwie. Jest trzykrotnym medalistą mistrzostw świata. Indywidualnie wywalczył złoto i brąz, zaś w drużynie srebro. Wszystkie medale zdobył na mistrzostwach w 1935 roku. Ośmiokrotnie poprawiał rekordy Estonii, w tym trzy razy indywidualnie i pięć razy drużynowo.
Ukończył szkołę parafialną w Paistu. Walczył w I wojnie światowej i wojnie estońsko-bolszewickiej. W 1925 roku założył kompanię Õisu, będącą częścią Kaitseliitu. Zmarł w 1937 roku w wieku 45 lat. Pochowany w Paistu. 
Odznaczony m.in. Orderem Krzyża Orła V stopnia i Orderem Krzyża Białego Związku Obrony III stopnia. W 2007 roku w prowincji Viljandi rozegrano po raz pierwszy zawody jego imienia.

## Osiągnięcia

### Medale na mistrzostwach świata
Opracowano na podstawie materiałów źródłowych:
| Mistrzostwa | Konkurencja                                     | Wynik             | Miejsce |
| ----------- | ----------------------------------------------- | ----------------- | ------- |
| Rzym 1935   | Karabin dowolny klęcząc, 300 m                  | 377 pkt.          | złoto   |
| Rzym 1935   | Karabin dowolny, trzy postawy, 300 m, drużynowo | 5465 pkt. (druż.) | srebro  |
| Rzym 1935   | Karabin dowolny, trzy postawy, 300 m            | 1103 pkt.         | brąz    |